# Iyenemi Furo
Iyenemi Charles Furo (Port Harcourt, 17 luglio 1978) è un ex calciatore nigeriano, di ruolo difensore.

## Carriera

### Club
Dopo le giovanili, si trasferisce in Europa dove resta per tutta la sua carriera, che inizia in Francia tra le file del Paris Saint-Germain 2, nello Stato transalpino giocherà anche con la maglia dell'Istres. Ha giocato anche in Belgio nel Waregem e nell'Anversa, in Svizzera nel Sion e nel Servette e in Grecia nel Akratitos. Ha chiuso la carriera nel 2006 dopo una stagione al Servette.

### Nazionale
Ha giocato 5 partite con la  Nazionale nigeriana, prendendo parte, nel 2000, all'edizione casalinga della Coppa delle Nazioni Africane, dove la Nigeria è arrivata seconda.
Ha preso parte anche alle Olimpiadi 2000 di Sydney, dove ha giocato due partite.